# Питерсбург (Северна Дакота)
Питерсбург (енгл. Petersburg) град је у америчкој савезној држави Северна Дакота.

## Демографија
По попису из 2010. године број становника је 192, што је 3 (-1,5%) становника мање него 2000. године.
| Група             | 2000.       | 2010.       |
| Белци             | 188 (96,4%) | 183 (95,3%) |
| Афроамериканци    | 1 (0,5%)    | 1 (0,5%)    |
| Азијати           | 0 (0,0%)    | 1 (0,5%)    |
| Хиспаноамериканци | 3 (1,5%)    | 5 (2,6%)    |
| Укупно            | 195         | 192         |